# Jean-Baptiste Robichaux
Jean-Baptiste Robichaux (ou Robichaud, Robicheau ; 1751, Village-des-Cadets - 1808, Shippagan) était un pêcheur acadien. Survivant de la déportation des Acadiens, il est l'un des pionniers de la ville de Shippagan, au Nouveau-Brunswick. 